# Джоппатаун (Меріленд)
Джоппатаун (англ. Joppatowne) — переписна місцевість (CDP) в США, в окрузі Гарфорд штату Меріленд. Населення — 13 425 осіб (2020).

## Географія
Джоппатаун розташований за координатами 39°24′55″ пн. ш. 76°21′2″ зх. д. / 39.41528° пн. ш. 76.35056° зх. д. (39.415327, -76.350429).  За даними Бюро перепису населення США в 2010 році переписна місцевість мала площу 19,13 км², з яких 17,43 км² — суходіл та 1,70 км² — водойми.

## Демографія
Згідно з переписом 2010 року, у переписній місцевості мешкало 12 616 осіб у 4805 домогосподарствах у складі 3498 родин. Густота населення становила 659 осіб/км².  Було 5057 помешкань (264/км²).
Расовий склад населення:
| - 77,7 % — білих - 16,7 % — чорних або афроамериканців - 2,5 % — азіатів - 0,3 % — корінних американців |

До двох чи більше рас належало 2,3 %. Частка іспаномовних становила 3,2 % від усіх жителів.
За віковим діапазоном населення розподілялося таким чином: 22,7 % — особи молодші 18 років, 64,6 % — особи у віці 18—64 років, 12,7 % — особи у віці 65 років та старші. Медіана віку мешканця становила 40,2 року. На 100 осіб жіночої статі у переписній місцевості припадало 97,0 чоловіків;  на 100 жінок у віці від 18 років та старших — 94,6 чоловіків також старших 18 років.
Середній дохід на одне домашнє господарство  становив 80 204 долари США (медіана — 70 511), а середній дохід на одну сім'ю — 91 137 доларів (медіана — 83 136). Медіана доходів становила 52 476 доларів для чоловіків та 42 325 доларів для жінок. За межею бідності перебувало 12,0 % осіб, у тому числі 23,7 % дітей у віці до 18 років та 2,3 % осіб у віці 65 років та старших.
Цивільне працевлаштоване населення становило 6730 осіб. Основні галузі зайнятості: освіта, охорона здоров'я та соціальна допомога — 30,0 %, роздрібна торгівля — 13,0 %, науковці, спеціалісти, менеджери — 10,5 %.